# Triticosecale neoblaringhemii
Triticosecale neoblaringhemii är en gräsart som beskrevs av Aimée Antoinette Camus. Triticosecale neoblaringhemii ingår i släktet Triticosecale och familjen gräs. Inga underarter finns listade i Catalogue of Life.